# Kreissparkasse Osterholz
Die Kreissparkasse Osterholz war bis zu ihrer Fusion mit der Sparkasse Rotenburg-Bremervörde zum 1. Januar 2018 eine Sparkasse in Niedersachsen mit Sitz in Osterholz-Scharmbeck. Sie war eine Anstalt des öffentlichen Rechts.

## Geschäftsgebiet und Träger
Das Geschäftsgebiet der Kreissparkasse Osterholz umfasste den Landkreis Osterholz, der zugleich Träger der Sparkasse war.

## Geschäftszahlen
Die Kreissparkasse Osterholz wies im Geschäftsjahr 2017 eine Bilanzsumme von 1,283 Mrd. Euro aus und verfügte über Kundeneinlagen von 958,26 Mio. Euro. Gemäß der Sparkassenrangliste 2017 lag sie nach Bilanzsumme auf Rang 277. Sie unterhielt 33 Filialen/SB-Standorte und beschäftigte 320 Mitarbeiter.

## Sparkassen-Finanzgruppe
Die Kreissparkasse Osterholz ist Teil der Sparkassen-Finanzgruppe und gehört damit auch ihrem Haftungsverbund an. Er sichert den Bestand der Institute und sorgt dafür, dass sie auch im Fall der Insolvenz einzelner Sparkassen alle Verbindlichkeiten erfüllen können. Die Sparkasse vermittelt Bausparverträge der regionalen Landesbausparkasse, offene Investmentfonds der Deka und Versicherungen der VGH Versicherungen. Im Bereich des Leasing arbeitet die Kreissparkasse Osterholz mit der  Deutschen Leasing zusammen. Die Funktion der Sparkassenzentralbank nimmt die NORD/LB wahr.